# Mühlenberg (Rastow)
Der Mühlenberg ist mit 56 m ü. NHN die höchste Erhebung der Gemeinde Rastow im mecklenburg-vorpommerischen Landkreis Ludwigslust-Parchim. Er bedeckt eine Gesamtfläche von 48,9 Hektar; zurzeit ist er mit etwa 47 ha in Privatbesitz. Auf ihm steht ein Sendemast.

## Geographie

### Lage
Der Mühlenberg erhebt sich direkt östlich von Rastow. 1,9 km nordnordwestlich des Gipfels liegt Uelitz, 3,2 km nordnordöstlich Lübesse, 3,8 km ostnordöstlich Goldenstädt, 3,8 km südöstlich Fahrbinde und 5 km südlich Lüblow. Nördlich bis westlich vorbei an der Erhebung fließt durch Rastow und dessen Ortsteil Kraak der Sude-Zufluss Kraaker Mühlenbach, den das Wasser einer auf ihrem Südhang gelegenen Quelle durch einen nach Südwesten verlaufenden Bach nahe Moraas speist.
In topographischen Kartendiensten des Bundesamts für Naturschutz (BfN) ist auf der Gipfelregion des 56 m hohen Mühlenbergs ein trigonometrischer Punkt auf 55,9 m verzeichnet. In Nord-Süd-Richtung ist die Erhebung etwa 1,4 km lang und in Ost-West-Richtung rund 1 km breit.

### Naturräumliche Zuordnung
Der Mühlenberg gehört in der naturräumlichen Großregionen Ostdeutsches Platten- und Heideland und in der Haupteinheitengruppe Mecklenburg-Brandenburgisches Platten- und Hügelland (Nr. D05) zur Haupteinheit Südwestliches Vorland der Mecklenburgischen Seenplatte (Nr. 76).

## Geschichte und Einrichtungen

### Name
Seinen Namen bekam der Mühlenberg wegen einer alten Mühle, die dort gestanden haben soll, wo heutzutage der unten erwähnte Sendemast steht. Genaueres dazu ist aber nicht bekannt. Die Erhebung ist auch unter dem Namen Lehmberg bekannt, da er ein großes Vorkommen an Lehm aufweist, was in anliegender sandigen Gegend recht selten ist.

### Militärische Nutzung
Auf der Südostflanke des Mühlenbergs liegt ein ehemaliges militärisches Sperrgebiet, das von sowjetischen Soldaten während und nach dem Zweiten Weltkrieg genutzt wurde. Zahlreiche Ruinen von einst militärischen Zwecken dienenden Gebäuden sind noch vorhanden; viele wurden aber schon renoviert und dienen nun als Firmengelände. Die Erhebung war häufig in der Presse, nachdem dort Handgranaten oder ähnliches gefunden wurden.

### Sendemast
Auf dem Gipfel des Berges wurde ein Sendemast der Deutschen Telekom errichtet, für dessen Bau eine teilweise betonierte Straße durch den Wald angelegt wurde; diese wird heute nicht nur von der Telekom, sondern auch von Spaziergängern genutzt.

### Freibad Rastow
Auf der Südsüdwestflanke des Mühlenbergs liegt das ehemalige Freibad Rastows, das aktuell in Privatbesitz ist und nach wie vor durch die oben genannte Quelle gespeist wird.

## Flora und Forstwirtschaft
Der Mühlenberg ist zum Großteil von Kiefern bewachsen, es wachsen aber auch vereinzelte, künstlich gepflanzte Eichen, Buchen, Birken, Eschen, Ahorne und Fichten an bestimmten Stellen. Er wird forstwirtschaftlich genutzt.